# 川崎市立土橋小学校
川崎市立土橋小学校（かわさきしりつ つちはししょうがっこう）は、神奈川県川崎市宮前区土橋にある市立小学校。

## 概要
- 本校は、宮前平・土橋周辺地区のマンション建設による人口増加により、児童数が急増した事による富士見台・鷺沼・宮崎の3小学校の過密を解消する為に開校した。なお、川崎市内での小学校新設は、麻生小学校以来[1]15年ぶりとなる。本校校舎は、『鷺沼プール』跡地に建設された[2]。
- コミュニティ・スクールの指定を受けているため、学校運営協議会により教育方針が決定されている学校である。

## 沿革
- 2006年（平成18年）
  - 3月26日 - 校舎竣工式挙行し、地域内覧会開催[2]。
  - 4月1日 - 開校[2]。
  - 11月22日 - 校歌制定。

## 校歌
- 作詞 : 中本誠
- 作曲 : 守谷弘

## 教育方針
- 学校目標
  - しあわせいっぱいの土橋小学校を創る

## キャッチフレーズ
- つながるこころ
- ちからをあわせ
- はじける笑顔
- しあわせいっぱい

## 学校行事
| - 4月 入学式 - 5月 - 6月 遠足 | - 7月 - 8月 夏休み - 9月 | - 10月修学旅行 - 11月運動会 - 12月 土橋フェスタ | - 1月 - 2月 6年生を送る会 - 3月 卒業式、修了式 |

## 児童会活動・クラブ活動など
わくわくプラザ 音楽教室

## 通学区域
- 川崎市宮前区
  - 土橋（2丁目、3丁目、4丁目）[3]
  - 小台（1丁目、2丁目）

## 進学先中学校
- 川崎市立宮前平中学校

## 学区内の主な施設
- 川崎市土橋保育園 - 進学前保育園のひとつ。
- 川崎鷺沼郵便局
- 東名川崎インターチェンジ

以下の施設は、いずれも本校と同じく「鷺沼プール」跡地に建設された。
- フロンタウン・さぎぬま
- カッパーク鷺沼

## 交通
- 東急電鉄田園都市線鷺沼駅より徒歩7分

## 著名な出身者
- 名良橋拓真（サッカー選手）